# Interaktivna televizija
Interaktivna televizija, skraćeno ITV ili iTV je vrsta spoja televizije s podatkovnom povratnom spregom, bilo preko slanja programa na zahtjev, trgovine preko linije, bankarstva ili nekih drugih servisa ili ponuda. 
Tehnološka rješenja povratne sprege koja su do sada korištena za ITV su: SMS, radio, telefon, DSL i kabelska veza. Najlakše implementacije povratne sprege su moguće preko kabelske televizije i DSLa, dok su ostale implementacije otežane, osobito ako je ima puno korisnika. Interaktivnost je moguća na mnogim poljima, a najčešće implementacije su: interakcija s aparatom (preskakivanje reklamnih poruka, snimanje programa, prepoznavanje korisnika), interaktivnost s televizijskim programom (mogućnost gledanja sportskih prijenosa iz drugačijih kutova), sudjelovanje u kvizovima ili anketama.